# Ernst Wilhelm Handschumacher
Ernst Wilhelm Handschumacher (* 30. November 1924 in Rheydt; † 14. November 2014 auf Gut Reichenstein, Monschau) war ein deutscher Rechtsanwalt. Von 1970 bis 1979 war er Bürgermeister von Meerbusch.

## Leben
Ernst Wilhelm Handschumacher war der Sohn des Anwalts und Oberbürgermeisters von Gladbach-Rheydt, Johannes Handschumacher (1887–1957), und der Emilie Antoniette Auguste Meyer (1894–1944). Er studierte Rechtswissenschaften an der Rheinischen Friedrich-Wilhelms-Universität Bonn und promovierte mit einer Arbeit über das Wohnungseigentumsgesetz zum Dr. iur. Er führte die von seinem Vater gegründete Anwaltskanzlei nach dessen Tod 1957 weiter. Er war Vorstandsmitglied, später Aufsichtsratsvorsitzender der ARAG Allg. Rechtsschutz-Versicherung AG in Düsseldorf sowie stellvertretender Aufsichtsratsvorsitzender der TERRA Allgemeine Versicherungs-AG, die 1979 in ARAG Allgemeine Versicherungs-AG umbenannt wurde. Die Republik Liberia ernannte ihn zum Honorarkonsul.
Handschumacher war von 1970 bis 1979 erster Bürgermeister der 1970 gegründeten Stadt Meerbusch. Mit der Kommunalen Neugliederung sollte die gerade einmal sechs Jahre alte Stadt 1976 wieder aufgelöst werden; Bürgermeister Handschumacher widersetzte sich erfolgreich.
Zusammen mit seiner Frau Helma erwarb er 1973 das ehemalige Kloster Reichenstein bei Monschau und engagierte sich für eine Sanierung der Klosterkirche und der Klostergebäude. 2006 übertrug er die Klosteranlage an das französische Kloster Notre-Dame de Bellaigue mit dem Ziel einer Wiederbesiedlung als Kloster. Am 22. September 2008 erfolgte die Schlüsselübergabe an den Verein St. Benedikt.
1972 wurde Handschumacher vom Kardinal-Großmeister Maximilien Kardinal de Fürstenberg zum Ritter des Ritterordens vom Heiligen Grab zu Jerusalem ernannt und am 9. Dezember 1972 im Aachener Kaiserdom durch Lorenz Kardinal Jaeger, Großprior der deutschen Statthalterei, und Hermann Josef Abs, Statthalter in Deutschland, investiert. Er war Großoffizier des Ordens und engagierte sich für zahlreiche Sozialprojekte im Heiligen Land. Seit 1947 war er Mitglied der katholischen Studentenverbindung K.D.St.V. Alania Bonn im CV.

## Ehrungen und Auszeichnungen
- Ernennung zum Ritter vom Heiligen Grab (1972; Rangerhöhungen Komtur, Komtur mit Stern)
- Verdienstkreuz am Bande des Verdienstordens der Bundesrepublik Deutschland
- Ehrenring der Stadt Meerbusch